# Бас Тер
 Тази статия е за града в Гваделупа.  За окръга вижте Бас Тер (окръг).  
Бас Тер (на френски: Basse-Terre) е град на остров Гваделупа (от Малките Антилски острови).
Той е административен център на Гваделупа, която е отвъдморски департамент и регион на Франция.
Основан е през 1643 г. Населението му наброява 12 410 души (2006). Градът разполага с пристанище, чрез което се изнася основната продукция на острова - нерафинирана захар, банани, кафе, какао, ванилия.